# Matti Sippala

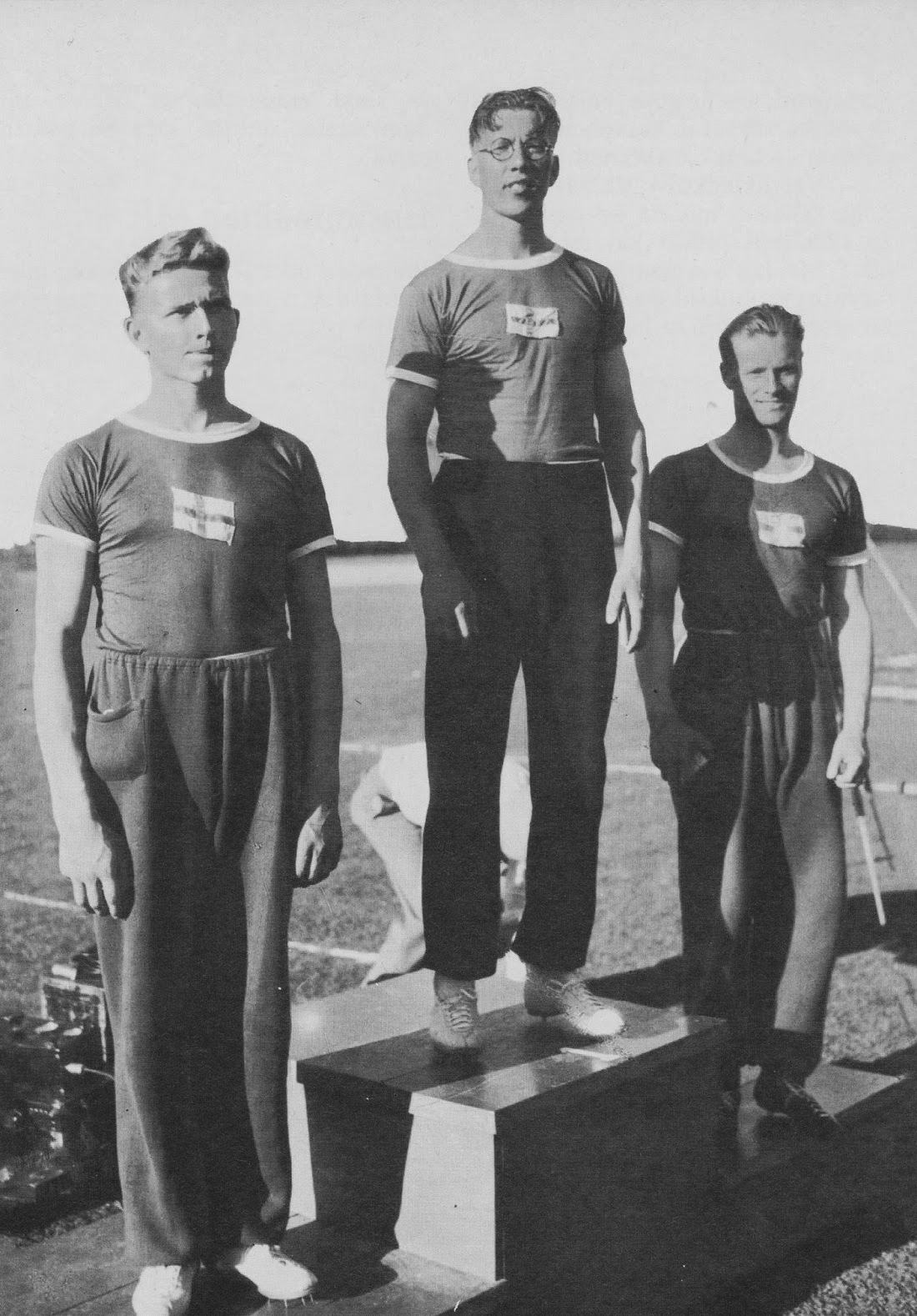
Matti Sippala (links)

Matti Sippala (* 11. März 1908 in Hollola; † 22. August 1997 in Kotka) war ein finnischer Speerwerfer, der in den frühen 1930er Jahren erfolgreich war.
Er gewann bei internationalen Wettkämpfen zwei Silbermedaillen.
- Bei den Olympischen Spielen 1932 in Los Angeles kam er gleich im ersten Versuch der Qualifikation auf ausgezeichnete 68,14 m. Im Finale zeigte er zunächst mit zwei Würfen über 62,98 und 61,22 m eine absteigende Leistungskurve, bevor ihm im letzten Versuch seine beste Weite von 69,80 m gelang. Damit gewann er hinter dem überragenden Matti Järvinen, der dreimal die 70-Meter-Marke übertraf, die Silbermedaille vor dem dritten Finnen Eino Penttilä, der mit 68,70 m „nur“ auf Platz drei kam, obwohl er mit zwei weiteren Würfen über 66,36 und 65,40 m eine höhere Leistungskonstanz als Sippala gezeigt hatte.
- Bei den 1934 in Turin erstmals ausgetragenen Europameisterschaften gewann er mit 69,97 m, die er im letzten Versuch erzielte, seine zweite Silbermedaille knapp vor dem Esten Gustav Sule, der ebenfalls über 69 Meter (69,31 m) warf, war jedoch erneut seinem Landsmann Järvinen, der mit 76,66 m einen neuen Weltrekord aufstellte, gleich um mehrere Meter unterlegen.

Mit seinen im Jahr 1932 geworfenen 70,02 m durfte sich Sippala jedoch ebenfalls in die Gruppe der 70-Meter-Werfer einreihen.
Bei den Olympischen Spielen 1936 in Berlin war er nicht mehr am Start. Über seine Platzierungen bei finnischen Landesmeisterschaften ist nichts überliefert.